# Ralph Willard Imlay

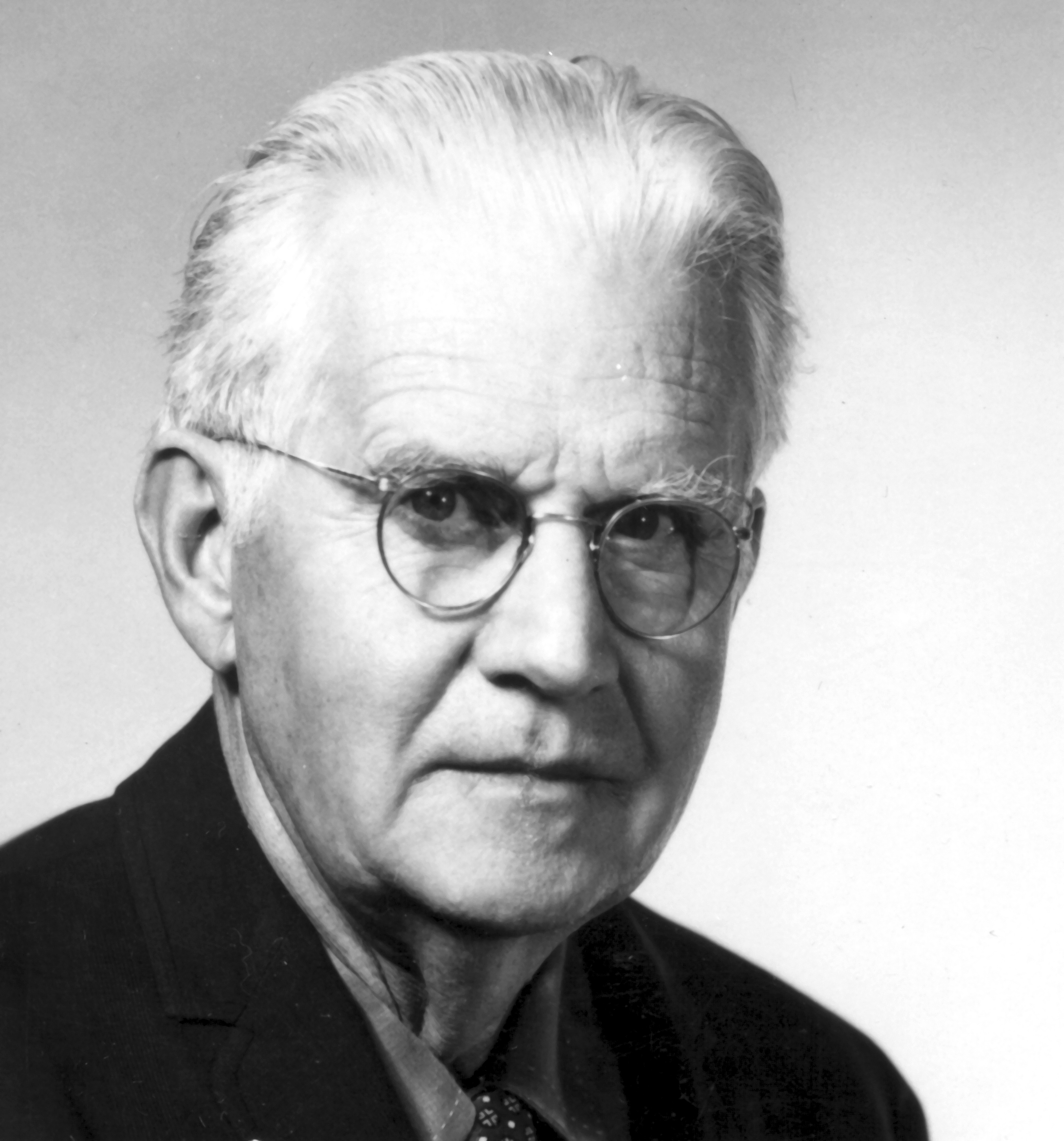
Ralph Willard Imlay – US-amerikanischer Paläontologe

Ralph Willard Imlay (* 1908; † 1989) war ein US-amerikanischer Geologe und Paläontologe. Er war Experte für Wirbellosen-Paläontologie des Jura und der unteren Kreide in Nordamerika und Research Associate am National Museum of Natural History (Smithsonian).
Imlay wurde 1933 an der University of Michigan promoviert und war ab 1940 als Geologe beim US Geological Survey, bei dem er bis zu seinem Ruhestand blieb und ausgedehnte Feldstudien im Westen der USA, Alaska und Mexiko betrieb und für den Survey Fossilien (besonders Ammoniten) aus dem Jura sammelte. 1967 bis zu seinem Tod forschte er außerdem am National Museum of Natural History.
1964 war er Präsident der Paleontological Society.

## Schriften
- Jurassic paleobiogeography of the conterminous United States in its continental setting, US Geological Survey Professional Paper 1062, Washington D.C. 1977